# Аль-Банна, Хасан
Хаса́н ибн Ахме́д эль-Банна́ (араб. حسن البنا‎; р. 14 октября 1906, Махмудия, Бухейра, Египет — 12 февраля 1949, Каир) — египетский политический деятель, исламский проповедник и реформатор. Основатель партии и международной (в большей части арабской) религиозно-политической ассоциации «Братья-мусульмане».

## Биография
Родился в 1906 году в Египте в семье консервативного имама и знатока ханбалитской традиции. Его полное имя: Хасан ибн Ахмад ибн Абдуррахман аль-Банна. Хасан аль-Банна был настолько поглощен суфийским учением аль-Газали, что во время последнего года обучения в педагогической школе в Даманхуре он практически отошёл от учёбы (хотя он любил учиться) и был готов пропустить заключительный этап своего формального обучения в Каире. Его учителя, испугавшись, уговорили его отложить свои сомнения и продолжить путь к высшему образованию. В возрасте 16 лет в 1923 году, он закончил педагогическую школу и поступил в институт «Дар-аль-'Улум» (Дом наук) в Каире. Институт «Дар-аль-'Улум» был основан в 1873 году как первая попытка Египта сформировать собственную систему высшего образования в дополнение к религиозным наукам, на которых специализируется университет аль-Азхар. По окончании педагогического института «Дар аль-Улюм» («Dar al-ʿUlūm») в 1927 году приступил к работе учителя в народной школе города Исмаилия в зоне Суэцкого канала для среднего образования рабочих Суэцкого канала. Эту должность он занимал до 1946 года.
В 1928 году вместе с шестью рабочими общества Суэцкого канала организовал мусульманское братство «Братья-мусульмане» для распространения исламских представлений морали и поддержки благотворительных акций, а также для борьбы против капиталистической эксплуатации и западного декаданса.
Первым делом «Братья» стали собирать молодых учеников и вести преподавание различных религиозных дисциплин. Их уроки были доступны людям любых профессий и любого возраста. Занятия проводились с послеобеденного времени до поздней ночи и специально учитывали распорядок дня людей, находящихся днем на работе или учёбе.
В 1930-е годы братство выступало за возвращение к духу первоначального ислама и учреждению исламского порядка. Хасан аль-Банна в 1936 году с этой целью обращался к египетскому королю и другим арабским главам государства в трактате «Отъезд к свету». Он выступал также за вооруженный, наступательный джихад против тех противников ислама, которые сами используют вооружённую силу, хотя организовывать джихад, по его мнению, должно было государство.
Организованное Хасаном братство быстро росло: в 1941 году насчитывалось уже 60 000 членов, а в 1948 году их количество увеличилось до 500 000 членов и сотен тысяч сочувствующих. Союз мусульман имел собственные мечети, фирмы, фабрики, больницы и школы, его члены занимали высокие должности в армии и профсоюзах. Таким образом, религиозно-политическая ассоциация «Братья-мусульмане» имела большое влияние в Египте. Многие члены организации «Братья-мусульмане» утверждают, что Хасан аль-Банна был против создания их секретной боевой организации. После нападения мнимых мусульманских братьев на политика и предположения предстоящего государственного переворота со стороны участников данной организации премьер-министр Махмуд Фами аль-Накраши запретил организацию в 1948 году, после чего сам пал жертвой членов братства в декабре того же года.
Аль-Банна был застрелен 12 февраля 1949 года в Каире, его убийца так и не был пойман. Во главе религиозно-политической ассоциации «Братья-мусульмане» встал Хасан аль-Худайби.
Внук Хасана аль-Банна — влиятельный швейцарский исламский ученый Тарик Рамадан (р. 1962), сын его дочери и влиятельного мыслителя Саида Рамадана (1926—1995). Младший брат Хасана — либеральный исламский учёный Гамаль аль-Банна (1920—2013).

## Политическое «кредо»
Хасан Аль-Банна охарактеризовал движение так: «салафийское движение, ортодоксальный путь, суфийская реальность, политическая организация, спортивная группа, научное и культурное общество, хозяйственная компания и социальная идея».
В 1936 г. Хасан Аль-Банна заявил:
«Аллах — наш идеал. Пророк — наш вождь. Коран — наша конституция».
Эти слова почти дословно были повторены Мухаммедом Мурси перед президентскими выборами в июне 2012 г. Правда, после победы кандидат БМ отказался от членства в организации и праворадикальных призывов и объявил себя «президентом всех египтян».
В отношении Израиля Аль-Банна придерживался непримиримой позиции: «Израиль будет существовать и будет продолжать существовать, пока ислам не уничтожит его, как он уничтожил то, что было до него».